# Удмуртская правда
Удмуртская правда — общественно-политическая газета Удмуртии.

## История
Газета ведет историю с выпущенного 7 (20) сентября 1917 года номера «Известий Ижевского Совета рабочих, солдатских и крестьянских депутатов», организатор и первый редактор В. А. Матвеев.
Во время Ижевско-Воткинского восстания в августе 1918 года выпуск газеты прервался, но в октябре этого года политотдел 2-й армии Восточного фронта в г. Сарапуле стал издавать газету «Борьба», редакцию возглавил комиссар Азинской дивизии, петроградский журналист Д. Ф. Зорин.
С 7 ноября 1918 года, после освобождения Ижевска, газета была переведена в Ижевск, стала органом Ижевского Революционного Совета, и 4 декабря 1918 года название газеты было изменено на «Ижевская правда». С конца декабря редакторами газеты были председатели ревсовета Р. С. Шапошников и В. А. Шумайлов, а в марте 1918 года, после их отъезда на Южный фронт для борьбы со Врангелем, редактором был назначен ставший к тому моменту председателем Исполнительного комитета Ижевского уездного Совета В. А. Матвеев.
В апреле 1919 года, после занятия Ижевска колчаковцами, «Ижевская правда» перестала выходить. С занятием города Красной Армией выпуск газеты был возобновлён с 30 июня 1919 года.

### 1920—1941
С 30 июля 1919 года газета — орган Ижевского уездного ревкома, затем исполкома РКП(б). Редактор — зав агитационным отделом П. И. Шиханов, затем председатель уездного исполкома П. Крутов.
В 1920 году тираж газеты уже составлял 8 000 экземпляров, постепенно она становилась массовым изданием.
С июня 1921 года — орган Ижевского уездного Совета рабочих, крестьянских и красноармейских депутатов.
В 1920—1930-е годы газета «Ижевская правда» стала главным печатным органом в Удмуртии (наряду с газетой на удмуртском языке «Гудыри»).
С 1924 года для освещения жизни деревни газета выпускала ежедневное приложение «Голос крестьянина» (позднее «Новая деревня», с 1930 года — «Колхозная правда»), которое было прекращено в 1931 году с созданием районных газет в соответствии с постановлением ЦК ВКП(б) «О сельской районной и низовой печати».
В 1930 году газета выходила ежедневно, тираж составлял 15 тыс. экземпляров.
В 1935 году в газету пришёл 22-летний член только что созданного Союза писателей СССР поэт Анатолий Писарев, в дальнейшем всю жизнь проработавший в газете, в том числе на должности заместителя главного редактора, и на 50-летие газеты посвятивший коллегам-журналистам павшим в годы Великой Отечественной войны строчки:
«Какие были ребята — Каждый к походу готов! Вместе писали когда-то Строчки тридцатых годов

О стройках родного Ижевска, О новоселах Можги. На пашнях и перелесках Слышались наши шаги…»
15 марта 1937 года газета была переименована в «Удмуртскую правду», став органом Удмуртского обкома ВКП(б), Верховного Совета и совнаркома УАССР.

### В годы Великой Отечественной войны
В годы Великой Отечественной войны не хватало бумаги, не было транспорта, но газета выходила ежедневно.
В связи с переходом редактора газеты А. Н. Колбиной на партийную работу, редактором был назначен Я. А. Кривицкий. В 1941—1943 годах в газете работал писатель В. Г. Широбоков.
В начале войны полоса в газете «Удмуртская правда» была отдана газете «Удмурт коммуна», которая возобновилась отдельным изданием в 1943 году под названием «Советская Удмуртия».
В газете за 30 декабря 1942 года была опубликована телеграмма И. В. Сталина с благодарностью крестьянству Удмуртии за сбор 41 млн рублей на строительство танковой колонны «Колхозник Удмуртии», а 8 января 1943 года благодарственная телеграмма И. В. Сталина священнику Успенской церкви В. Стефанову, перечислившему 273 тысячи рублей на строительство двух самолетов.
В июле 1941 года ушёл на фронт корреспондент газеты Николай Владимиров, служил в артиллерии 54-й стрелковой дивизии, участвовал в Сталинградской битве, погиб 4 января 1943 года в бою в районе станицы Новоцимлянской где похоронен в братской могиле.
Работавший в газете с 1936 года Е. М. Флейс в войну служил в Мурманске, был награждён медалью «За оборону Советского Заполярья», вернувшись с войны работал в газете до выхода на пенсию.

### 1945—1990
В послевоенные годы газета наращивала тираж: 1950 год — 50 тыс. экземпляров, 1967 год −100 тыс. экземпляров, 1975 год — 141 тыс. экземпляров.
В 1967 году газета была награждена орденом «Знак Почёта» «за плодотворную работу по коммунистическому воспитанию трудящихся Удмуртской АССР, мобилизации их на выполнение задач хозяйственного и культурного строительства и в связи с 50-летием со дня выхода первого номера».
В апреле 1967 года являлась участницей ВДНХ СССР и награждена дипломом 1-й степени, на выставках в 1976 и 1980 годах получила дипломы 2-й степени.
В 1980 годы газете принадлежала роль локомотива на информационном поле, достаточно было появиться критике на страницах газеты, и виновник мог потерять работу.

### Новейшая история
В 1990-е годы газета потеряла 30 % своего тиража. На 2003 год штат газеты состоял из 35 сотрудников.
В настоящее время газета является одним из трёх республиканских изданий наряду с газетой на удмуртском языке «Удмурт дунне» и официальным органом Правительства Удмуртской Республики «Известия Удмуртской Республики». Учредитель газеты — Государственный Совет и Правительство Удмуртской Республики. Газета выходит три раза в неделю, тираж 50 000 экземпляров.

## Главные редакторы и сотрудники газеты
В разные годы редакторами газеты работали: Е. В. Русинова (1925—1926), Е. Е. Шект (1931—1935), В. К. Тронин (1937—1939), А. Н. Колбина (1939—1941), Я. А. Кривицкий (1941—1951), Б. С. Вихарев (1951—1956), М. И. Гнедин (1956—1973), В. Н. Алексеев (1973—1986), Ю. Ф. Кедров (1986—1990), В. А. Злобин (1990—1992), Б. И. Климантов (1992—1994), Л. И. Каткова (1994—1997), Н. И. Нестеренко (1997—2001), С. Р. Заболотских (2002—2003), С. Г. Сентякова (2003—2014), С. Р. Заболотских (2014—2015), Э. В. Касимов (2017—2020).
Среди журналистов были: П. П. Любомиров (заместитель редактора газеты в 1975—1984), И. И. Ривелис (проработал в газете 47 лет — с 1947 по 1995), Л. Я. Толкач (проработал в газете более 40 лет), С. П. Зубарев (работал в 1936—1939 годах), Г. С. Ладыгин (в 1966—1993 годах работал собкором газеты в Воткинске) а также А. И. Писарев, Е. М. Флейс, В. Г. Широбоков, Г. С. Иванцов (работал ответственным секретарём).
Десятилетиями украшали газетные полосы снимки фотокорреспондента П. М. Катаева.
Редактором шахматного отдела газеты работал советский шахматист И. Г. Вельтмандер.
Некоторое время после войны в редакции газеты работала литературным работником Герой Советского Союза лётчица Нина Ульяненко.

## Интересные факты
- С публикации в 1939 году в газете материала о состоянии Усадьбы П. И. Чайковского было начато её восстановление и создан музей.
- В газете «Удмуртская правда» за 12 мая 1968 года было впервые опубликовано стихотворение О. А. Поскрёбышева «Радищев. Ночлег у удмурта».[8]
- В 1997 году в газете впервые были опубликованы дневники-воспоминания Антонины Пальшиной-Придатко.